# Liga Mistrzów UEFA (2010/2011)/Faza kwalifikacyjna
Artykuł prezentuje szczegółowe dane dotyczące rozegranych meczów mających na celu wyłonienie grupy drużyn piłkarskich które wezmą udział w fazie grupowej Ligi Mistrzów UEFA 2010/2011.

## I runda kwalifikacyjna
Do startu w I rundzie kwalifikacyjnej uprawnione są 4 drużyny, z czego 2 są rozstawione. Losowanie odbyło się 21 czerwca 2010 (godz. 12:00). Pierwsze mecze rozegrane zostaną 29 i 30 czerwca, rewanże – 6 i 7 lipca 2010.
| Drużyny rozstawione | Drużyny rozstawione | Drużyny rozstawione | Drużyny rozstawione |
| Drużyna             | Wsp.                | Drużyna             | Wsp.                |
| ------------------- | ------------------- | ------------------- | ------------------- |
| FC Santa Coloma     | 0,700               | SP Tre Fiori        | 0,650               |

| Drużyny nierozstawione | Drużyny nierozstawione | Drużyny nierozstawione | Drużyny nierozstawione |
| Drużyna                | Wsp.                   | Drużyna                | Wsp.                   |
| ---------------------- | ---------------------- | ---------------------- | ---------------------- |
| Birkirkara FC          | 0,433                  | Rudar Pljevlja         | 0,425                  |

Wsp. – wartość współczynnika klubowego.
| Drużyna 1                            | Wynik dwumeczu | Drużyna 2      | Pierwszy mecz | Drugi mecz |
| ------------------------------------ | -------------- | -------------- | ------------- | ---------- |
| SP Tre Fiori                         | 1:7            | Rudar Pljevlja | 0:3           | 1:4        |
| FC Santa Coloma                      | 3:7            | Birkirkara FC  | 0:3           | 3:4        |
| Po lewej gospodarz pierwszego meczu. |                |                |               |            |

### Pierwsze mecze
| 130 czerwca 2010 | SP Tre Fiori | 0:3   | Rudar Pljevlja                                |                                                                   |
| 20:30 CET        |              | (0:2) | 31' Useni · 40' Vlahović · 90+5' I. Jovanović | Stadion Olimpijski Serravalle, San Marino Sędzia: Alan Mario Sant |

| 229 czerwca 2010 | FC Santa Coloma | 0:1   | Birkirkara FC |                                                                             |
| 19:00 CET        |                 | (0:0) | 67' xavi      | Estadi Comunal d’Aixovall Andorra la Vella, Andora Sędzia: Anthony Buttimer |

### Rewanże
| 17 lipca 2010 | Rudar Pljevlja                                       | 4:1   | SP Tre Fiori |                                                                    |
| 18:00 CET     | Ranđelović 7', 67' · Vlahović 83' · M. Jovanović 85' | (1:1) | 29' Vannoni  | Stadion Pod Goricom Podgorica, Czarnogóra Sędzia: Ghennadi Sidenco |

| 26 lipca 2010 | Birkirkara FC                     | 4:3   | FC Santa Coloma                             |                                                       |
| 17:30 CET     | Galea 10', 31' · Cilia 35', 45+2' | (4:2) | 21' N. Urbani · 45' Jiménez · 85' M. Urbani | Stadion Stulecia Ta’ Qali, Malta Sędzia: Bobby Madden |

## II runda kwalifikacyjna
Do startu w II rundzie kwalifikacyjnej uprawnione były 34 drużyny (w tym 2 zwycięzców I rundy), z czego 17 zostało rozstawionych. Losowanie odbyło się 21 czerwca 2010 (godz. 13:00). Ponieważ stało się to przed zakończeniem I rundy, przyjęto założenie, że wszystkie rozstawione drużyny z I rundy wygrają swoje mecze, jeśli zaś nie – zwycięska drużyna nierozstawiona przejmie współczynnik pokonanego. Pierwsze mecze rozegrane zostały 13 i 14 lipca, rewanże – 20 i 21 lipca 2010.
    drużyny, które awansowały z I rundy kwalifikacyjnej
| Drużyny rozstawione | Drużyny rozstawione | Drużyny rozstawione | Drużyny rozstawione |
| Drużyna             | Wsp.                | Drużyna             | Wsp.                |
| ------------------- | ------------------- | ------------------- | ------------------- |
| Hapoel Tel Awiw     | 27,775              | MŠK Žilina          | 10,666              |
| Sparta Praga        | 27,400              | Sheriff Tyraspol    | 5,458               |
| Rosenborg BK        | 23,980              | Debreceni VSC       | 5,350               |
| Red Bull Salzburg   | 19,915              | Omonia Nikozja      | 4,599               |
| Liteks Łowecz       | 15,900              | AIK Fotboll         | 3,838               |
| Dinamo Zagrzeb      | 14,466              | Bohemian F.C.       | 2,908               |
| Partizan Belgrad    | 13,800              | Ekranas Poniewież   | 2,683               |
| BATE Borysów        | 13,308              | FK Aktöbe           | 2,399               |
| Lech Poznań         | 11,008              |                     |                     |

| Drużyny nierozstawione | Drużyny nierozstawione | Drużyny nierozstawione | Drużyny nierozstawione |
| Drużyna                | Wsp.                   | Drużyna                | Wsp.                   |
| ---------------------- | ---------------------- | ---------------------- | ---------------------- |
| HJK Helsinki           | 2,399                  | FK Renowa              | 1,316                  |
| Tallinna FCI Levadia   | 2,374                  | Dinamo Tirana          | 1,049                  |
| Liepājas Metalurgs     | 2,149                  | HB Tórshavn            | 0,866                  |
| FH                     | 2,083                  | The New Saints F.C.    | 0,766                  |
| FK Željezničar         | 1,749                  | Birkirkara FC          | 0,700                  |
| Metalurgi Rustawi      | 1,649                  | Rudar Pljevlja         | 0,650                  |
| Piunik Erywań          | 1,599                  | Linfield F.C.          | 0,574                  |
| FC Koper               | 1,391                  | Jeunesse Esch          | 0,249                  |
| İnter Baku             | 1,349                  |                        |                        |

Wsp. – wartość współczynnika klubowego.
Pogrubioną czcionką wyróżnione zespoły, które awansowały do kolejnej rundy.
| Drużyna 1                            | Wynik dwumeczu | Drużyna 2           | Pierwszy mecz | Drugi mecz |
| ------------------------------------ | -------------- | ------------------- | ------------- | ---------- |
| Metalurgs Lipawa                     | 0:5            | Sparta Praga        | 0:3           | 0:2        |
| Aktöbe FK                            | 3:1            | Metalurgi Rustawi   | 2:0           | 1:1        |
| Levadia Tallinn                      | 3:4            | Debreceni VSC       | 1:1           | 2:3        |
| Partizan Belgrad                     | 4:1            | Piunik Erywań       | 3:1           | 1:0        |
| İnter Baku                           | 1:1 (k. 8:9)   | Lech Poznań         | 0:1           | 1:0        |
| Dinamo Zagrzeb                       | 5:4            | FC Koper            | 5:1           | 0:3        |
| Liteks Łowecz                        | 5:0            | Rudar Pljevlja      | 1:0           | 4:0        |
| Birkirkara FC                        | 1:3            | MŠK Žilina          | 1:0           | 0:3        |
| Sheriff Tyraspol                     | 3:2            | Dinamo Tirana       | 3:1           | 0:1        |
| Hapoel Tel Awiw                      | 6:0            | FK Željezničar      | 5:0           | 1:0        |
| Omonia Nikozja                       | 5:0            | FK Renowa           | 3:0           | 2:0        |
| Red Bull Salzburg                    | 5:1            | HB Tórshavn         | 5:0           | 0:1        |
| Bohemian F.C.                        | 1:4            | The New Saints F.C. | 1:0           | 0:4        |
| BATE Borysów                         | 6:1            | FH                  | 5:1           | 1:0        |
| AIK Fotboll                          | 1:0            | Jeunesse Esch       | 1:0           | 0:0        |
| Linfield F.C.                        | 0:2            | Rosenborg BK        | 0:0           | 0:2        |
| Ekranas Poniewież                    | 1:2 (dogr.)    | HJK Helsinki        | 1:0           | 0:2        |
| Po lewej gospodarz pierwszego meczu. |                |                     |               |            |

### Pierwsze mecze
| 113 lipca 2010 | Metalurgs Lipawa | 0:3   | Sparta Praga               |                                                   |
| 18:00 CET      |                  | (0:1) | Kadlec 37' · Bony 51' (58) | Stadion Daugava Lipawa, Łotwa Sędzia: Rene Eisner |

| 214 lipca 2010 | Aktöbe FK            | 2:0   | Metalurgi Rustawi |                                                              |
| 18:00 CET      | Smakow 40' (k.), 53' | (1:0) |                   | Stadion Centralny Aktobe, Kazachstan Sędzia: Bülent Yıldırım |

| 313 lipca 2010 | FCI Levadia Tallinn | 1:1   | Debreceni VSC |                                                             |
| 18:00 CET      | Neemelo 59'         | (0:0) | 90' Rezes     | Stadion Kadriorg Tallinn, Estonia Sędzia: Alaksiej Kulbakou |

| 414 lipca 2010 | Partizan Belgrad                   | 3:1   | Piunik Erywań  |                                                          |
| 20:45 CET      | Tomić 29' · Moreira 45' · Cléo 59' | (2:1) | 30' Jedigarian | Stadion Partizana Belgrad, Serbia Sędzia: Tommy Skjerven |

| 513 lipca 2010 | İnter Baku | 0:1   | Lech Poznań    |                                                                  |
| 17:00 CET      |            | (0:0) | 47' Wichniarek | Stadion Tofika Bachramowa Baku, Azerbejdżan Sędzia: Sascha Kever |

| 613 lipca 2010 | Dinamo Zagrzeb                                            | 5:1   | FC Koper    |                                                       |
| 20:15 CET      | Mandžukić 30', 63' · Slepička 38' · Sammir 77' · Etto 80' | (2:1) | 11' Bubanja | Maksimir Zagrzeb, Chorwacja Sędzia: Thorsten Kinhöfer |

| 713 lipca 2010 | Liteks Łowecz | 1:0   | Rudar Pljevlja |                                                       |
| 19:00 CET      | Popow 8'      | (1:0) |                | Stadion Gradski Łowecz, Bułgaria Sędzia: Pavel Olšiak |

| 813 lipca 2010 | Birkirkara FC | 1:0   | MŠK Žilina |                                                          |
| 18:00 CET      | 1' Vukanac    | (1:0) |            | Stadion Stulecia Ta’ Qali, Malta Sędzia: Simon Lee Evans |

| 914 lipca 2010 | Sheriff Tyraspol                     | 3:1   | Dinamo Tirana |                                                                |
| 19:00 CET      | Volkov 9' · Nikolić 62' · Nadson 70' | (1:1) | 12' Malacarne | Stadionul Sheriff Tyraspol, Mołdawia Sędzia: Daniel Stalhammar |

| 1013 lipca 2010 | Hapoel Tel Awiw                                        | 5:0   | FK Željezničar |                                                              |
| 20:00 CET       | Lala 10', 31', 38' · Sziwchon 12' · Bešlija 28' (sam.) | (5:0) |                | Stadion Bloomfield Tel Awiw, Izrael Sędzia: Mark Clattenburg |

| 1113 lipca 2010 | Omonia Nikozja                          | 3:0   | FK Renowa |                                                 |
| 19:00 CET       | Konstandinu 7' (k.), 62' · Davidson 28' | (2:0) |           | Stadion GSP Nikozja, Cypr Sędzia: Libor Kovařík |

| 1213 lipca 2010 | Red Bull Salzburg                                                     | 5:0   | HB Tórshavn |                                                                      |
| 18:00 CET       | Zárate 21' · Jantscher 43' · Ulmer 46' · Wallner 64' · Hierländer 82' | (2:0) |             | Stadion Wals-Siezenheim Salzburg, Austria Sędzia: Ałeksandar Stawrew |

| 1313 lipca 2010 | Bohemian F.C. | 1:0   | The New Saints F.C. |                                                     |
| 20:45 CET       | Brennan 66'   | (0:0) |                     | Dalymount Park Dublin, Irlandia Sędzia: Bas Nijhuis |

| 1414 lipca 2010 | BATE Borysów                                          | 5:1   | FH            |                                                              |
| 18:00 CET       | Niachajczyk 48' (85), 88' · Renan 58' · Radzionau 90' | (0:0) | 88' Björnsson | Stadion Miejski, Borysów, Białoruś Sędzia: Anastassios Kakos |

| 1513 lipca 2010 | AIK Fotboll | 1:0   | Jeunesse Esch |                                                        |
| 19:00 CET       | Engblom 57' | (0:0) |               | Råsundastadion Solna, Szwecja Sędzia: Hubert Siejewicz |

| 1614 lipca 2010 | Linfield F.C. | 0:0   | Rosenborg BK |                                                              |
| 20:45 CET       |               | (0:0) |              | Windsor Park Belfast, Irlandia Północna Sędzia: Said Ennjimi |

| 1714 lipca 2010 | Ekranas Poniewież | 1:0   | HJK Helsinki |                                                                |
| 18:00 CET       | Radavičius 3'     | (1:0) |              | Stadion Auksztocki Poniewież, Litwa Sędzia: Nicolai Vollquartz |

### Rewanże
| 121 lipca 2010 | Sparta Praga               | 2:0   | Metalurgs Lipawa |                                                       |
| 20:00 CET      | Matějovský 12' · Zeman 43' | (2:0) |                  | Generali Arena Praga, Czechy Sędzia: Marijo Strahonja |

| 221 lipca 2010 | Metalurgi Rustawi | 1:1   | Aktöbe FK    |                                                          |
| 16:00 CET      | Rechwiaszwili 30' | (1:0) | 90' Tyleszew | Stadion Poladi Rustawi, Gruzja Sędzia: Alexandru Deaconu |

| 321 lipca 2010 | Debreceni VSC                              | 3:2   | FCI Levadia Tallinn  |                                                                    |
| 20:00 CET      | Coulibaly 24' · Mbengono 32' · Szakály 55' | (2:1) | 3' Nahk · 53' Leitan | Oláh Gábor utcai stadion Debreczyn, Węgry Sędzia: Tom Harald Hagen |

| 421 lipca 2010 | Piunik Erywań | 0:1   | Partizan Belgrad |                                                            |
| 17:00 CET      |               | (0:1) | 45+4' Cléo       | Stadion Hanrapetakan Erywań, Armenia Sędzia: Marcin Borski |

| 521 lipca 2010 | Lech Poznań | 0:1 (pd.)          | İnter Baku |                                                      |
| 20:00 CET      | | (0:0, 0:1, k. 9:8) | 84' Karlsons | Stadion Miejski Poznań, Polska Sędzia: Milorad Mažić |
| 20:00 CET      | · Bosacki · Krywiec · Peszko · Kiełb · Gancarczyk · Wilk · Injac · Wojtkowiak · Arboleda · Štilić · Kotorowski | Rzuty karne        | · Złatinow · Karlsons · Odikadze · Kruglov · Accioly · Levin · Daşdəmirov · Çertoqanov · Kandelaki · Červenka · Lomaja | Stadion Miejski Poznań, Polska Sędzia: Milorad Mažić |

| 620 lipca 2010 | FC Koper                                      | 3:0   | Dinamo Zagrzeb |                                                       |
| 20:15 CET      | Handanagič 11' · Guberac 54' · Brulc 78' (k.) | (1:0) |                | Športni park Nova Gorica, Słowenia Sędzia: Luca Banti |

| 720 lipca 2010 | Rudar Pljevlja | 0:4   | Liteks Łowecz                                 |                                                                     |
| 20:30 CET      |                | (0:2) | 25' Niflore · 39' Jelenković · 74', 90' Bratu | Stadion Pod Goricom Podgorica, Czarnogóra Sędzia: Stanisław Suchina |

| 821 lipca 2010 | MŠK Žilina                              | 3:0   | Birkirkara FC |                                                         |
| 19:30 CET      | 21' Piaček · 77' Lietava · 90+2' Oravec | (1:0) |               | Štadión pod Dubňom Žilina, Słowacja Sędzia: Zsolt Szabó |

| 920 lipca 2010 | Dinamo Tirana | 1:0   | Sheriff Tyraspol |                                                                   |
| 18:00 CET      | Vila 18'      | (1:0) |                  | Stadion im. Qemala Stafy Tirana, Albania Sędzia: Leontios Trattou |

| 1021 lipca 2010 | FK Željezničar | 0:1   | Hapoel Tel Awiw |                                                                         |
| 20:15 CET       |                | (0:0) | 76' Douglas     | Stadion Koševo Sarajewo, Bośnia i Hercegowina Sędzia: Carlos Clos Gómez |

| 1120 lipca 2010 | FK Renowa | 0:2   | Omonia Nikozja              |                                                                    |
| 16:30 CET       |           | (0:2) | 15' Aloneftis · 24' Leandro | Filip II Arena Skopje, Macedonia Sędzia: Duarte Nuno Pereira Gomes |

| 1220 lipca 2010 | HB Tórshavn   | 1:0   | Red Bull Salzburg |                                                      |
| 18:00 CET       | Samuelsen 73' | (0:0) |                   | Gundadalur Tórshavn, Wyspy Owcze Sędzia: Tony Asumaa |

| 1320 lipca 2010 | The New Saints F.C.                      | 4:0   | Bohemian F.C. |                                                 |
| 20:00 CET       | Jones 6' · Williams 14', 73' · Sharp 20' | (3:0) |               | Park Hall Shropshire, Anglia Sędzia: István Vad |

| 1421 lipca 2010 | FH | 0:1   | BATE Borysów  |                                                          |
| 21:15 CET       |    | (0:1) | 15' Radzionau | Kaplakriki Hafnarfjörður, Islandia Sędzia: Hannes Kaasik |

| 1521 lipca 2010 | Jeunesse Esch | 0:0 | AIK Fotboll |                                                                      |
| 17:00 CET       |               |     |             | Stade de la Frontière Esch-sur-Alzette, Luksemburg Sędzia: Huw Jones |

| 1621 lipca 2010 | Rosenborg BK              | 2:0   | Linfield F.C. |                                                                    |
| 20:45 CET       | Prica 32' · Henriksen 87' | (1:0) |               | Lerkendal Stadion Trondheim, Norwegia Sędzia: Robert Schörgenhofer |

| 1721 lipca 2010 | HJK Helsinki                       | 2:0 (pd.)  | Ekranas Poniewież |                                                              |
| 18:00 CET       | Ojala 77' · Šidlauskas 119' (sam.) | (0:0, 1:0) |                   | Finnair Stadium Helsinki, Finlandia Sędzia: Douglas McDonald |

## III runda kwalifikacyjna
drużyny, które awansowały z II rundy kwalifikacyjnej
| Drużyny rozstawione | Drużyny rozstawione | Drużyny rozstawione | Drużyny rozstawione |
| Drużyna             | Wsp.                | Drużyna             | Wsp.                |
| ------------------- | ------------------- | ------------------- | ------------------- |
| FC Basel            | 48,675              | Rosenborg BK        | 23,980              |
| RSC Anderlecht      | 42,580              | Red Bull Salzburg   | 19,915              |
| FC Kopenhaga        | 34,470              | Liteks Łowecz       | 15,900              |
| Hapoel Tel Awiw     | 27,775              | Dinamo Zagrzeb      | 14,466              |
| Sparta Praga        | 27,395              | Partizan Belgrad    | 13,800              |

| Drużyny nierozstawione | Drużyny nierozstawione | Drużyny nierozstawione | Drużyny nierozstawione |
| Drużyna                | Wsp.                   | Drużyna                | Wsp.                   |
| ---------------------- | ---------------------- | ---------------------- | ---------------------- |
| BATE Borysów           | 13,308                 | Omonia Nikozja         | 4,599                  |
| Lech Poznań            | 11,008                 | AIK Fotboll            | 3,838                  |
| MŠK Žilina             | 10,666                 | The New Saints F.C.    | 2,908                  |
| Sheriff Tyraspol       | 5,458                  | HJK Helsinki           | 2,683                  |
| Debreceni VSC          | 5,350                  | FK Aktöbe              | 2,399                  |

Wsp. – wartość współczynnika klubowego.
| Drużyny rozstawione | Drużyny rozstawione | Drużyny rozstawione | Drużyny rozstawione |
| Drużyna             | Wsp.                | Drużyna             | Wsp.                |
| ------------------- | ------------------- | ------------------- | ------------------- |
| Zenit Petersburg    | 61,258              | Dynamo Kijów        | 42,910              |
| Ajax                | 55,309              | SC Braga            | 39,659              |
| Fenerbahçe SK       | 54,890              |                     |                     |

| Drużyny nierozstawione | Drużyny nierozstawione | Drużyny nierozstawione | Drużyny nierozstawione |
| Drużyna                | Wsp.                   | Drużyna                | Wsp.                   |
| ---------------------- | ---------------------- | ---------------------- | ---------------------- |
| Celtic                 | 38,158                 | BSC Young Boys         | 7,675                  |
| Unirea Urziceni        | 18,898                 | KAA Gent               | 6,580                  |
| PAOK FC                | 11,479                 |                        |                        |

Wsp. – wartość współczynnika klubowego.
| Drużyna 1                            | Wynik dwumeczu            | Drużyna 2                 | Pierwszy mecz             | Drugi mecz                |                           |
| Kwalifikacje dla mistrzów            | Kwalifikacje dla mistrzów | Kwalifikacje dla mistrzów | Kwalifikacje dla mistrzów | Kwalifikacje dla mistrzów | Kwalifikacje dla mistrzów |
| ------------------------------------ | ------------------------- | ------------------------- | ------------------------- | ------------------------- | ------------------------- |
| Sparta Praga                         | 2:0                       | Lech Poznań               | 1:0                       | 1:0                       |                           |
| Aktöbe FK                            | 2:3                       | Hapoel Tel Awiw           | 1:0                       | 1:3                       |                           |
| Sheriff Tyraspol                     | 2:2 (k. 6:5)              | Dinamo Zagrzeb            | 1:1                       | 1:1                       |                           |
| Liteks Łowecz                        | 2:4                       | MŠK Žilina                | 1:1                       | 1:3                       |                           |
| Debreceni VSC                        | 1:5                       | FC Basel                  | 0:2                       | 1:3                       |                           |
| AIK Fotboll                          | 0:4                       | Rosenborg BK              | 0:1                       | 0:3                       |                           |
| Partizan Belgrad                     | 5:1                       | HJK Helsinki              | 3:0                       | 2:1                       |                           |
| BATE Borysów                         | 2:3                       | FC Kopenhaga              | 0:0                       | 2:3                       |                           |
| The New Saints F.C.                  | 1:6                       | RSC Anderlecht            | 1:3                       | 0:3                       |                           |
| Omonia Nikozja                       | 2:5                       | Red Bull Salzburg         | 1:1                       | 1:4                       |                           |
| Kwalifikacje dla niemistrzów         |                           |                           |                           |                           |                           |
| Ajax                                 | 4:4 (b.wyj.)              | PAOK FC                   | 1:1                       | 3:3                       |                           |
| Dynamo Kijów                         | 6:1                       | KAA Gent                  | 3:0                       | 3:1                       |                           |
| BSC Young Boys                       | 4:2                       | Fenerbahçe SK             | 2:2                       | 2:0                       |                           |
| SC Braga                             | 4:2                       | Celtic                    | 3:0                       | 1:2                       |                           |
| Unirea Urziceni                      | 0:1                       | Zenit Petersburg          | 0:0                       | 0:1                       |                           |
| Po lewej gospodarz pierwszego meczu. |                           |                           |                           |                           |                           |

### Pierwsze mecze
| 127 lipca 2010 | Sparta Praga | 1:0   | Lech Poznań |                                                        |
| 20:30 CET      | Brabec 76'   | (0:0) |             | Generali Arena Praga, Czechy Sędzia: Paolo Tagliavento |

| 228 lipca 2010 | Aktöbe FK       | 1:0   | Hapoel Tel Awiw |                                                           |
| 18:00 CET      | Smakow 67' (k.) | (0:0) |                 | Stadion Centralny Aktobe, Kazachstan Sędzia: Sascha Kever |

| 327 lipca 2010 | Sheriff Tyraspol | 1:1   | Dinamo Zagrzeb |                                                                |
| 19:00 CET      | Jerochin 35'     | (1:1) | Sammir 3'      | Stadionul Sheriff Tyraspol, Mołdawia Sędzia: Anastassios Kakos |

| 427 lipca 2010 | Liteks Łowecz | 1:1   | MŠK Žilina |                                                             |
| 19:00 CET      | Tom 79'       | (0:0) | Majtán 65' | Stadion Gradski Łowecz, Bułgaria Sędzia: Kristinn Jakobsson |

| 528 lipca 2010 | Debreceni VSC | 0:2   | FC Basel                  |                                                                           |
| 20:00 CET      |               | (0:1) | Stocker 34' · Xhaka 90+2' | Stadion im. Ferenca Szuszy Budapeszt, Węgry Sędzia: César Muñiz Fernández |

| 628 lipca 2010 | AIK Fotboll | 0:1   | Rosenborg BK  |                                                         |
| 20:45 CET      |             | (0:1) | Henriksen 33' | Råsundastadion Solna, Szwecja Sędzia: Thorsten Kinhöfer |

| 728 lipca 2010 | Partizan Belgrad                 | 3:0   | HJK Helsinki |                                                      |
| 20:45 CET      | Iliev 8' · Ilić 42' · Cléo 90+2' | (2:0) |              | Stadion Partizana Belgrad, Serbia Sędzia: Alon Yefet |

| 828 lipca 2010 | BATE Borysów | 0:0 | FC Kopenhaga |                                                               |
| 18:00 CET      |              |     |              | Stadion Miejski Borysów, Białoruś Sędzia: Alexandru Dan Tudor |

| 927 lipca 2010 | The New Saints F.C. | 1:3   | RSC Anderlecht                        |                                                        |
| 20:45 CET      | Jones 52'           | (0:2) | Kljestan 7' · Legear 18' · Suárez 73' | Park Hall Shropshire, Anglia Sędzia: Daniel Stalhammar |

| 1027 lipca 2010 | Omonia Nikozja | 1:1   | Red Bull Salzburg |                                              |
| 18:00 CET       | LuaLua 90+1'   | (0:1) | Zárate 8'         | Stadion GSP Nikozja, Cypr Sędzia: István Vad |

| 1128 lipca 2010 | Ajax       | 1:1   | PAOK FC  |                                                          |
| 20:45 CET       | Suárez 13' | (1:0) | Ivić 72' | Amsterdam ArenA Amsterdam, Holandia Sędzia: Tony Chapron |

| 1227 lipca 2010 | Dynamo Kijów                                 | 3:0   | KAA Gent |                                                                |
| 19:00 CET       | Jarmołenko 19' · Szewczenko 80' · Zozula 90' | (1:0) |          | Stadion Dynamo w Kijowie Kijów, Ukraina Sędzia: William Collum |

| 1328 lipca 2010 | BSC Young Boys                | 2:2   | Fenerbahçe SK       |                                                                     |
| 20:15 CET       | Dudar 18' · Costanzo 89' (k.) | (1:2) | Emre 5' · Stoch 42' | Stade de Suisse Wankdorf Berno, Szwajcaria Sędzia: Sven Oddvar Moen |

| 1428 lipca 2010 | SC Braga                                   | 3:0   | Celtic |                                                                     |
| 21:00 CET       | Alan 26' (k.) · Elderson 76' · Matheus 88' | (1:0) |        | Estádio Municipal de Braga Braga, Portugalia Sędzia: Serge Gumienny |

| 1527 lipca 2010 | Unirea Urziceni | 0:0   | Zenit Petersburg |                                                         |
| 19:30 CET       |                 | (0:0) |                  | Stadion Ghencea Bukareszt, Rumunia Sędzia: Bruno Paixão |

### Rewanże
| 14 sierpnia 2010 | Lech Poznań | 0:1   | Sparta Praga        |                                                      |
| 20:00 CET        |             | (0:0) | Kladrubský 50' (k.) | Stadion Miejski Poznań, Polska Sędzia: Fredy Fautrel |

| 23 sierpnia 2010 | Hapoel Tel Awiw                        | 3:1   | Aktöbe FK    |                                                                  |
| 20:00 CET        | Zahawi 16' · Sahar 31' · Ba 35' (sam.) | (3:0) | Tyleszew 90' | Stadion Bloomfield Tel Awiw, Izrael Sędzia: Robert Schörgenhofer |

| 34 sierpnia 2010 | Dinamo Zagrzeb                                                                 | 1:1 (pd.)          | Sheriff Tyraspol                                                                                |                                                    |
| 20:00 CET        | Sammir 55' (k.)                                                                | (0:1, 1:1, k. 5:6) | Volkov 16'                                                                                      | Maksimir Zagrzeb, Chorwacja Sędzia: Eric Braamhaar |
| 20:00 CET        | · Bišćan · Sammir · Badelj · Cufré · Ibáñez · Etto · Calello · Vrsaljko · Dodô | Rzuty karne        | · Samardžić · Stojanow · Volkov · Jymmy · Adamović · Vranješ · Nikolić · Branković · Haceaturov | Maksimir Zagrzeb, Chorwacja Sędzia: Eric Braamhaar |

| 44 sierpnia 2010 | MŠK Žilina                          | 3:1   | Liteks Łowecz |                                                              |
| 19:30 CET        | Rilke 52' · Oravec 70' · Ceesay 84' | (0:0) | Sandrinho 50' | Štadión pod Dubňom Žilina, Słowacja Sędzia: Thomas Einwaller |

| 54 sierpnia 2010 | FC Basel                                  | 3:1   | Debreceni VSC |                                                                 |
| 19:45 CET        | Atan 26' · Chipperfield 59' · Shaqiri 64' | (1:0) | Coulibaly 74' | St. Jakob-Park Bazylea, Szwajcaria Sędzia: Władysław Bezborodow |

| 64 sierpnia 2010 | Rosenborg BK                         | 3:0   | AIK Fotboll |                                                                          |
| 20:45 CET        | Prica 55' · Demidov 64' · Lustig 76' | (0:0) |             | Lerkendal Stadion Trondheim, Norwegia Sędzia: Eduardo Iturralde González |

| 74 sierpnia 2010 | HJK Helsinki | 1:2   | Partizan Belgrad |                                                            |
| 18:00 CET        | Medo 39'     | (1:1) | Cléo 9' 90+2'    | Finnair Stadium Helsinki, Finlandia Sędzia: Pavel Královec |

| 84 sierpnia 2010 | FC Kopenhaga                       | 3:2   | BATE Borysów                  |                                                  |
| 19:10 CET        | Santin 2' · Kvist 27' · N’Doye 59' | (2:2) | Kancawy 40' · Niachajczyk 44' | Parken Kopenhaga, Dania Sędzia: Mark Clattenburg |

| 93 sierpnia 2010 | RSC Anderlecht                 | 3:0   | The New Saints F.C. |                                                                             |
| 20:30 CET        | De Sutter 17' · Lukaku 69' 74' | (1:0) |                     | Stade Constant Vanden Stock Anderlecht, Belgia Sędzia: Pavel Cristian Balaj |

| 104 sierpnia 2010 | Red Bull Salzburg                              | 4:1   | Omonia Nikozja |                                                                      |
| 20:30 CET         | Švento 21' · Schiemer 37' 40' · Boghossian 58' | (3:0) | Rengifo 90'    | Stadion Wals-Siezenheim Salzburg, Austria Sędzia: Stefan Johannesson |

| 114 sierpnia 2010 | PAOK FC                                      | 3:3   | Ajax                                       |                                                                 |
| 20:45 CET         | Vieirinha 16' · Salpingidis 56' · Ivić 90+1' | (1:0) | Suárez 48' · S. de Jong 50' · Lindgren 55' | Toumba Stadium Saloniki, Grecja Sędzia: Carlos Velasco Carballo |

| 124 sierpnia 2010 | KAA Gent      | 1:3   | Dynamo Kijów                            |                                                         |
| 20:30 CET         | Coulibaly 85' | (0:1) | Harmasz 32' · Miłewski 55' · Husiew 89' | Jules Ottenstadion Gandawa, Belgia Sędzia: Cüneyt Çakır |

| 134 sierpnia 2010 | Fenerbahçe SK | 0:2   | BSC Young Boys               |                                                                       |
| 20:15 CET         |               | (0:1) | Bienvenu 40' · nevio 88' (k) | Fenerbahçe Şükrü Saracoğlu Stambuł, Turcja Sędzia: Aleksiej Nikołajew |

| 144 sierpnia 2010 | Celtic                  | 2:1   | SC Braga        |                                                 |
| 20:45 CET         | Hooper 52' · Juárez 79' | (0:1) | Paulo César 20' | Celtic Park Glasgow, Szkocja Sędzia: Ivan Bebek |

| 154 sierpnia 2010 | Zenit Petersburg | 1:0   | Unirea Urziceni |                                                        |
| 18:30 CET         | Danny 33'        | (1:0) |                 | Stadion Pietrowski Petersburg, Rosja Sędzia: Mike Dean |

## Runda play-off

### Kwalifikacje dla mistrzów
| Drużyny rozstawione | Drużyny rozstawione | Drużyny rozstawione | Drużyny rozstawione |
| Drużyna             | Współcz.            | Drużyna             | Współcz.            |
| ------------------- | ------------------- | ------------------- | ------------------- |
| FC Basel            | 48,675              | Hapoel Tel Awiw     | 27,775              |
| RSC Anderlecht      | 42,580              | Sparta Praga        | 27,395              |
| FC Kopenhaga        | 34,470              |                     |                     |

| Drużyny nierozstawione | Drużyny nierozstawione | Drużyny nierozstawione | Drużyny nierozstawione |
| Drużyna                | Współcz.               | Drużyna                | Współcz.               |
| ---------------------- | ---------------------- | ---------------------- | ---------------------- |
| Rosenborg BK           | 23,980                 | MŠK Žilina             | 10,666                 |
| Red Bull Salzburg      | 19,915                 | Sheriff Tyraspol       | 5,458                  |
| Partizan Belgrad       | 13,800                 |                        |                        |

Współcz. – wartość współczynnika klubowego.
| Drużyna 1                            | Wynik dwumeczu | Drużyna 2        | Pierwszy mecz | Drugi mecz |
| ------------------------------------ | -------------- | ---------------- | ------------- | ---------- |
| Red Bull Salzburg                    | 3:4            | Hapoel Tel Awiw  | 2:3           | 1:1        |
| Rosenborg BK                         | 2:2            | FC Kopenhaga     | 2:1           | 0:1        |
| FC Basel                             | 5:1            | Sheriff Tyraspol | 2:1           | 3:0        |
| Sparta Praga                         | 0:3            | MŠK Žilina       | 0:2           | 0:1        |
| Partizan Belgrad                     | 4:4 (k.3:2)    | RSC Anderlecht   | 2:2           | 2:2        |
| Po lewej gospodarz pierwszego meczu. |                |                  |               |            |

#### Pierwsze mecze
| 118 sierpnia 2010 | Red Bull Salzburg               | 2:3   | Hapoel Tel Awiw                            |                                                                 |
| 20:45 CET         | Pokrivač 28' · Wallner 67' (k.) | (1:2) | Enyeama 3' (k.) · Sahar 44' · Szechter 53' | Stadion Wals-Siezenheim Salzburg, Austria Sędzia: Pedro Proença |

| 217 sierpnia 2010 | Rosenborg BK                | 2:1   | FC Kopenhaga |                                                               |
| 20:45 CET         | Iversen 23' · Henriksen 57' | (1:0) | Grønkjær 84' | Lerkendal Stadion Trondheim, Norwegia Sędzia: Gianluca Rocchi |

| 318 sierpnia 2010 | FC Basel        | 2:1   | Sheriff Tyraspol |                                                        |
| 20:45 CET         | A.Frei 36', 81' | (1:0) | Nezav 89'        | St. Jakob-Park Bazylea, Szwajcaria Sędzia: Terje Hauge |

| 417 sierpnia 2010 | Sparta Praga | 0:2   | MŠK Žilina              |                                                      |
| 20:45 CET         |              | (0:0) | Ceesay 51' · Oravec 73' | Generali Arena Praga, Czechy Sędzia: Martin Atkinson |

| 518 sierpnia 2010 | Partizan Belgrad              | 2:2   | RSC Anderlecht          |                                                           |
| 20:45 CET         | Cléo 57' · Lecjaks 64' (sam.) | (0:0) | Gillet 54' · Juhász 66' | Stadion Partizana Belgrad, Serbia Sędzia: Claus Bo Larsen |

#### Rewanże
| 124 sierpnia 2010 | Hapoel Tel Awiw | 1:1   | Red Bull Salzburg  |                                                         |
| 19:45 CET         | Zahawi 90'      | (0:1) | Douglas 42' (sam.) | Stadion Bloomfield Tel Awiw, Izrael Sędzia: Pieter Vink |

| 225 sierpnia 2010 | FC Kopenhaga | 1:0   | Rosenborg BK |                                             |
| 20:45 CET         | Jónsson 33'  | (1:0) |              | Parken Kopenhaga, Dania Sędzia: Felix Brych |

| 324 sierpnia 2010 | Sheriff Tyraspol | 0:3   | FC Basel                       |                                                             |
| 19:45 CET         |                  | (0:0) | Streller 74' · A.Frei 80', 87' | Stadionul Sheriff Tyraspol, Mołdawia Sędzia: Martin Hansson |

| 425 sierpnia 2010 | MŠK Žilina | 1:0   | Sparta Praga |                                                                  |
| 20:45 CET         | Ceesay 18' | (1:0) |              | Štadión pod Dubňom Żylina, Słowacja Sędzia: Olegário Benquerença |

| 524 sierpnia 2010 | RSC Anderlecht          | 2:2 k. 2:3 | Partizan Belgrad |                                                                    |
| 20:45 CET         | Lukaku 64' · Gillet 71' |            | Cléo 15', 53'    | Stade Constant Vanden Stock Bruksela, Belgia Sędzia: Craig Thomson |

### Kwalifikacje dla niemistrzów
| Drużyny rozstawione | Drużyny rozstawione | Drużyny rozstawione | Drużyny rozstawione |
| Drużyna             | Współcz.            | Drużyna             | Współcz.            |
| ------------------- | ------------------- | ------------------- | ------------------- |
| Sevilla FC          | 108,951             | Tottenham Hotspur   | 56,371              |
| Werder Brema        | 94,841              | Ajax                | 55,309              |
| Zenit Petersburg    | 61,258              |                     |                     |

| Drużyny nierozstawione | Drużyny nierozstawione | Drużyny nierozstawione | Drużyny nierozstawione |
| Drużyna                | Współcz.               | Drużyna                | Współcz.               |
| ---------------------- | ---------------------- | ---------------------- | ---------------------- |
| Dynamo Kijów           | 42,910                 | Auxerre                | 19,748                 |
| SC Braga               | 39,659                 | BSC Young Boys         | 7,675                  |
| Sampdoria              | 30,867                 |                        |                        |

Współcz. – wartość współczynnika klubowego.
| Drużyna 1                            | Wynik dwumeczu | Drużyna 2         | Pierwszy mecz | Drugi mecz |
| ------------------------------------ | -------------- | ----------------- | ------------- | ---------- |
| BSC Young Boys                       | 3:6            | Tottenham Hotspur | 3:2           | 0:4        |
| SC Braga                             | 5:3            | Sevilla FC        | 1:0           | 4:3        |
| Werder Brema                         | 5:4            | Sampdoria         | 3:1           | 2:3        |
| Zenit Petersburg                     | 1:2            | Auxerre           | 1:0           | 0:2        |
| Dynamo Kijów                         | 2:3            | Ajax              | 1:1           | 1:2        |
| Po lewej gospodarz pierwszego meczu. |                |                   |               |            |

#### Pierwsze mecze
| 117 sierpnia 2010 | BSC Young Boys                             | 3:2   | Tottenham Hotspur             |                                                              |
| 20:45 CET         | Lulić 4' · Bienvenu 13' · Hochstrasser 28' | (3:1) | Bassong 42' · Pawluczenko 83' | Stade de Suisse Berno, Szwajcaria Sędzia: Frank De Bleeckere |

| 218 sierpnia 2010 | SC Braga    | 1:0   | Sevilla FC |                                                                     |
| 21:45 CET         | Matheus 62' | (0:0) |            | Estádio Municipal de Braga Braga, Portugalia Sędzia: Wolfgang Stark |

| 318 sierpnia 2010 | Werder Brema                              | 3:1   | Sampdoria   |                                                    |
| 20:45 CET         | Fritz 51' · Frings 67' (k.) · Pizarro 69' | (0:0) | Pazzini 90' | Weserstadion Brema, Niemcy Sędzia: Stéphane Lannoy |

| 417 sierpnia 2010 | Zenit Petersburg | 1:0   | Auxerre |                                                            |
| 18:30 CET         | Kierżakow 3'     | (1:0) |         | Stadion Pietrowski Petersburg, Rosja Sędzia: Björn Kuipers |

| 517 sierpnia 2010 | Dynamo Kijów | 1:1   | Ajax           |                                                       |
| 19:45 CET         | Husiew 66'   | (0:0) | Vertonghen 57' | Stadion Dynamo Kijów, Ukraina Sędzia: Massimo Busacca |

#### Rewanże
| 125 sierpnia 2010 | Tottenham Hotspur                    | 4:0   | BSC Young Boys |                                                        |
| 21:45 CET         | Crouch 5', 61', 78' (k.) · Defoe 32' | (2:0) |                | White Hart Lane Londyn, Anglia Sędzia: Laurent Duhamel |

| 224 sierpnia 2010 | Sevilla FC                                  | 3:4   | SC Braga                         |                                                                         |
| 20:45 CET         | Fabiano 64' · Jesús Navas 84' · Kanouté 90' | (0:1) | Matheus 31' · Lima 58', 85', 90' | Estadio Ramón Sánchez Pizjuán Sewilla, Hiszpania Sędzia: Nicola Rizzoli |

| 324 sierpnia 2010 | Sampdoria                     | 3:2   | Werder Brema                 |                                                           |
| 20:45 CET         | Pazzini 8', 13' · Cassano 85' | (2:0) | Rosenberg 90' · Pizarro 100' | Stadio Luigi Ferraris Genua, Włochy Sędzia: Viktor Kassai |

| 425 sierpnia 2010 | Auxerre                 | 2:0   | Zenit Petersburg |                                                               |
| 20:45 CET         | Hengbart 9' · Jeleń 52' | (1:0) |                  | Stade l’Abbé-Deschamps Auxerre, Francja Sędzia: Damir Skomina |

| 525 sierpnia 2010 | Ajax                    | 2:1   | Dynamo Kijów   |                                                                      |
| 20:45 CET         | Diaz 43' · Hamdaoui 75' | (1:0) | Szewczenko 84' | Amsterdam ArenA Amsterdam, Holandia Sędzia: Alberto Undiano Mallenco |